# São Roque de Minas
São Roque de Minas is een gemeente in de Braziliaanse deelstaat Minas Gerais. De gemeente telt 6.301 inwoners (schatting 2009).

## Aangrenzende gemeenten
De gemeente grenst aan Bambuí, Delfinópolis, Piumhi, Sacramento, Tapira en Vargem Bonita.
De bergketen Serra da Canastra ligt deels binnen deze gemeente. Hier bevindt zich tevens de bron van de rivier de São Francisco.